# 朗德湖高地 (伊利諾伊州)
朗德湖高地（英語：Round Lake Heights）是位於美國伊利諾伊州萊克縣的一個村落。

## 地理
朗德湖高地的座標為42°23′05″N 88°06′02″W / 42.38472°N 88.10056°W，而該地最高點為海拔高度240米（即787英尺）。

## 人口
根據2010年美國人口普查的數據，朗德湖高地的面積為1.58平方千米，當中陸地面積為1.45平方千米，而水域面積為0.13平方千米。當地共有人口2676人，而人口密度為每平方千米1,693人。